# 杜蘭戈 (愛荷華州)
杜蘭戈（英語：Durango）是一個位於美國愛荷華州迪比克縣的城市。

## 地理
杜蘭戈的座標為42°33′36″N 90°46′33″W / 42.56000°N 90.77583°W，而該地的平均海拔高度為196米（即643英尺）。

## 人口
根據2010年美國人口普查的數據，杜蘭戈的面積為0.10平方千米，當中陸地面積為0.10平方千米，而水域面積為0.00平方千米。當地共有人口22人，而人口密度為每平方千米220人。